# Paris School of Business
Pour les articles homonymes, voir ESG.
Paris School of Business, anciennement ESG Management School, est une grande école de commerce française créée en 1974 à Paris. Elle propose un ensemble de formations : Bachelor, Programme Grande Ecole, MSc, MBA, DBA.
Son Programme Grande École est un diplôme visé conférant le grade de master et son programme International Bachelor in Management est un diplôme visé conférant le grade de Licence.
Paris School of Business est membre de la Conférence des grandes écoles (CGE) et est notamment accréditée : AACSB, EFMD Master et AMBA.
Elle fait partie du groupe Galileo Global Education.

## Historique
L'école fut créée en 1974 par Pierre Azoulay, sous le nom d'École supérieure de gestion (ESG) dans ses premiers locaux du 6e arrondissement de Paris (à côté de l'abbaye de Saint-Germain-des-Prés, puis rue de Vaugirard). L'école déménagea par la suite avenue Félix-Faure (15e arrondissement de Paris), puis rue Saint-Ambroise (11e arrondissement de Paris) et enfin 59 rue Nationale (13e arrondissement de Paris).
En 2008, Pierre Azoulay cède la quasi-totalité du Groupe Paris Graduate School of Management (PGSM) et la marque "ESG" à Eductis (renommé Studialis en 2010, qui sera racheté par Galileo Global Education en 2016), une société contrôlée par le fonds d'investissement britannique Englefield Capital,. 
En 2014, l'école intègre le campus Cluster Paris Innovation au 59 Rue Nationale. L'année suivante, l'ESG Management School (composée d'un PGE) est renommée Paris School of Business, dans une optique d'internationalisation, suite à sa fusion avec l'établissement éponyme (composé d'un BBA, MSc, MBA et DBA) existant depuis 1997-1998.
Le 12 février 2020, le Programme Grande École de Paris School of Business obtient l'accréditation internationale AACSB pour cinq ans[réf. nécessaire] lors de sa première demande, elle sera renouvelée en février 2025. À la rentrée 2025, l'école s'installera dans le nouveau campus Claude-Bernard, l'ancien site de l'Institut national agronomique, où le groupe d'enseignement supérieur privé Galileo Global Education doit y regrouper plusieurs de ses écoles parisiennes mêlant ainsi des écoles d'art, de design et de commerce.

## Enseignement et recherche
Paris School of Business propose plusieurs programmes : Bac +3 (Bachelor Management International, Bachelor Tech for Management), Bac +5 (Programme Grande École, Masters of Science, Master of Business Administration) et Bac +8 (Doctorate of Business Administration, non reconnu comme un doctorat).

### Programme Grande École (Bac +5)
Le Programme grande école (diplôme visé Bac +5 délivrant le grade de master) est accessible en 1re année d'études par le Concours Sésame et sur concours interne pour une admission parallèle de la 2e à la 4e année. Il est accessible en parcours français ou en parcours anglais.
Le cycle 1 s'articule autour de trois années de cours en tronc commun en rythme initial, avec un d'échange à l'international en 3e année.
En cycle 2 (master 1 et 2), les étudiants choisissent une des spécialisations proposées parmi plusieurs domaines tels que la finance, le management, le marketing & date et le commerce & entrepreneuriat. Au total, ce sont 15 spécialisations qui sont toutes proposées en alternance.

### Bachelor Management International (Bac +3)
Le Bachelor Management International (Diplôme visé Bac +3 délivrant le grade de licence) est enseigné en parcours français ou en parcours anglais aux choix. Ce Bachelor est accessible par un concours interne à l'école de la première (via un vœu sur Parcoursup) à la troisième année.
Le programme s'organise autour de deux années de cours en tronc commun, avec un échange international avec un établissement partenaire en deuxième année, et d'une troisième année de spécialisation au cours de laquelle les étudiants choisissent parmi les sept spécialisations proposées par l'école (finance, commerce, marketing, entrepreneuriat, digital, etc). En fonction de la spécialisation sélectionnée et de la langue d'enseignement, l'année se déroulera sur un rythme en alternance ou en initial.

### Bachelor Tech for Business (Bac +3)
Le Bachelor Tech for Business (Diplôme visé Bac +3) mêle compétences technologiques et management. Il est enseigné en parcours français ou en parcours anglais aux choix. Ce Bachelor est accessible par un concours interne à l'école de la première (via un vœu sur Parcoursup) à la troisième année. La formation est proposée en partenariat avec la Grande école d'ingénieurs ESIEA.
La première et deuxième années sont consacrées à l'apprentissage et à l'approfondissement des fondamentaux de la tech et du management. La troisième année permet de se spécialiser parmi 3 domaines : Digital Product Manager, Data et Intelligence Artificielle ou Cybersecurity.

### Affiliation
Paris School of Business est un établissement d'enseignement supérieur technique privé reconnu par l'État. Le Programme Grande Ecole (Grade de Master), le Bachelor Management International (Grade de Licence) ainsi que le Bachelor Tech for Business sont visés par le ministère de l'Enseignement supérieur.
L'école est membre de la Fondation nationale pour l'enseignement de la gestion des entreprises (FNEGE), de l'Union des grandes écoles indépendantes (UGEI), de l'European Foundation for Management Development (EFMD), de l'Association to Advance Collegiate Schools of Business (AACSB). Elle est également membre de la Conférence des grandes écoles.
En 2014, Paris School of Business obtient l’accréditation internationale AMBA (Association of Masters of Business Administration) et devient ainsi la première école indépendante à obtenir le label AMBA.
En février 2019, Paris School of Business obtient l'accréditation internationale EPAS (EFMD Programme Accreditation System) de l'EFMD (European Foundation for Management Development) sur son Programme Grande école, qui sera renouvelée en 2022.

### Centre de recherche et chaires
Paris School of Business possède depuis 2001 un centre de recherche qui comprend plus de 62 membres. Ce centre compte 3 chaires de recherche :
- Chaire newPIC (new Practices for Innovation and Creativity) : elle examine les nouveaux modèles d'innovation tels que les open labs, les espaces collaboratifs, les espaces de coworking et les makerspaces, dans des secteurs tels que la cosmétique, l’aéronautique, l’espace et la défense.
- Chaire Living Health : elle fournit des éclairages et des recommandations pour la mise en oeuvre d'approches de soins innovantes et intégratives centrées sur l'individu et son bien-être.
- Centre de recherche en énergie et changement climatique (CRECC) : elle promeut la recherche interdisciplinaire et diffuse les connaissances dans les domaines de l'énergie et du changement climatique.

### Classements
Généralement classé en France dans le Top 25 des écoles de commerce et dans le Top 5 des écoles de commerce post-bac.
A l'échelle internationale, elle apparait également dans les classements QS et Financial Times.
| Classements des écoles de commerce | Rang         |
| ---------------------------------- | ------------ |
| Le Figaro Palmarès 2023            | 24e (France) |
| L'Etudiant Palmarès 2023           | 25e (France) |
| Le Parisien Palmarès 2022          | nc (France)  |
| Le Parisien Palmarès 2017          | 18e (France) |
| L'Express Palmarès 2017            | 19e (France) |
| L'Étudiant Palmarès 2017           | 19e (France) |
| Le Point Palmarès 2017             | 22e (France) |
| Le Figaro Palmarès 2016 - 2017     | 26e (France) |

| Classements des écoles de commerce Post-Bac | Rang        |
| ------------------------------------------- | ----------- |
| Challenges Palmarès 2023                    | 6e (France) |
| Le Figaro Palmarès 2023                     | 5e (France) |
| Le Parisien Palmarès 2022                   | 4e (France) |
| Le Parisien Palmarès 2017                   | 3e (France) |
| L'Express Palmarès 2017                     | 3e (France) |
| L'Étudiant Palmarès 2017                    | 3e (France) |
| Le Point Palmarès 2017                      | 4e (France) |
| Le Figaro Palmarès 2016 - 2017              | 7e (France) |
| Challenges Le classement 2018               | 3e (France) |

## Personnalités liées à l'établissement

### Directeurs de l'école
- 1974-2009 : Pierre Azoulay
- 2009-2020 : Armand Derhy
- 2020-2024 : Philippe Jamet
- Depuis 2024 : Olivier Aptel

### Professeurs
- Frédéric Encel, essayiste et géopolitologue français[21] ;
- Thomas Porcher, économiste français.
- Serge Guérin, sociologue français ;
- François Lafargue, universitaire français ;
- Jacobo Machover, universitaire, écrivain et journaliste cubain ;
- Jean-Michel Fauvergue , commissaire, responsable du RAID

### Étudiants
- Franck Louvrier : président de Publicis Events, ancien chef du service de presse du président de la République française[22];
- Vianney : chanteur[23].
- Jérôme Lambert : CEO du groupe Richemont.
- Paul Mirabel : humoriste, comédien.